# Parque nacional Krka
El parque nacional Krka, está ubicado en Croacia y recibe su nombre del Río Krka.
El parque se encuentra en el centro de Dalmacia cerca de Miljevac y a un par de Kilómetros de la ciudad Šibenik.
Se consagró como parque nacional en el año 1985 y  es conocido por su gran cantidad de cataratas y cascadas.
La represa hidroeléctrica de Jaruga es la segunda más antigua del mundo y la primera en Europa, fundada el 28 de agosto de 1895, solo tres días después de la represa hidroeléctrica del Niagara. Su cascada principal situada en el inicio del tramo (zona bañista), mide 21 metros de altura.